# Peter Facinelli
Peter Alexander Joseph Facinelli Jr (Nova York, 26 de novembre de 1973) és un actor de cinema i televisió estatunidenc. Es va fer popular a partir del seu paper a la sèrie Fastlane (2012), juntament amb Billy Bellamy i Tiffani Thiessen. També es va fer molt famós pel seu paper com Carlisle Cullen a la saga Crepuscle. Des de l'any 2009 fins al 2012 interpretà el paper del doctor Fitch "Coop" Cooper a la sèrie de televisió Nurse Jackie.

## Biografia
Facinelli va créixer a Ozone Park, Queens, Nova York, al si d'una família amb una rica herència italoamericana. És l'únic fill masculí del matrimoni compost per Pietro i Bruna, tots dos immigrants italians de la zona nord d'Itàlia. Peter no només és l'únic fill del matrimoni, sinó també és el més petit, té tres germanes més grans. En acabar la secundària començà a estudiar advocacia a la Universitat de Saint John, però ho acabà deixant per la carrera d'actor.
Peter es matriculà a la Universitat de Nova York després de convèncer els seus pares que els estudis d'actuació l'ajudarien amb l'advocacia. Estudià actuació a l'Atlantic Theater Company Acting School a Nova York; alguns dels seus mestres foren William H. Macy, Felicity Huffman, Giancarlo Esposito i Camryn Manheim.

## Filmografia

### Cinema
| Any  | Títol                                               | Personatge            | Notes        |
| ---- | --------------------------------------------------- | --------------------- | ------------ |
| 1995 | Angela                                              | Llucifer              |              |
| 1996 | Foxfire                                             | Ethan Bixby           |              |
| 1997 | Touch Me                                            | Bail                  |              |
| 1998 | Dancer, Texas Pop. 81                               | Terrell Lee Lusk      |              |
| 1998 | No puc esperar                                      | Mike Dexter           |              |
| 1998 | Telling You                                         | Phil Fazzulo          |              |
| 1998 | Welcome to Hollywood                                | Actor                 |              |
| 1999 | El peix gros (The Big Kahuna)                       | Bob Walker            |              |
| 1999 | Blue Ridge Fall                                     | Danny Shepherd        |              |
| 2000 | Supernova: La fi de l'univers (Supernova)           | Karl Larson           |              |
| 2000 | Ropewalk                                            | Charlie               |              |
| 2000 | Honest                                              | Daniel Wheaton        |              |
| 2001 | Rennie's Landing                                    | Alec Nichols          |              |
| 2001 | Tempted                                             | Jimmy Mulate          |              |
| 2001 | Els nois de la meva vida (Riding in Cars with Boys) | Tommy Butcher         |              |
| 2002 | The Scorpion King                                   | Takmet                |              |
| 2005 | Enfants terribles                                   | Curtis                |              |
| 2005 | Chloe                                               | El xicot              | Curtmetratge |
| 2006 | The Lather Effect                                   | Danny                 |              |
| 2006 | Hollow Man 2                                        | Detectiu Frank Turner | Vídeo        |
| 2006 | Arc                                                 | París                 |              |
| 2007 | Lily                                                | The Man               | Curtmetratge |
| 2007 | That Guy                                            | Jack                  | Curtmetratge |
| 2007 | Battle Olympia                                      | Saltador              | Curtmetratge |
| 2008 | Thicker                                             | Holloway              |              |
| 2008 | Crepuscle                                           | Carlisle Cullen       |              |
| 2008 | Finding Amanda                                      | Greg                  |              |
| 2008 | Reaper                                              | Jesús                 | Curtmetratge |
| 2009 | Lluna nova                                          | Carlisle Cullen       |              |
| 2010 | Eclipsi                                             | Carlisle Cullen       |              |
| 2011 | Trenc d'alba (part 1)                               | Carlisle Cullen       |              |
| 2012 | Trenc d'alba (part 2)                               | Carlisle Cullen       |              |
| 2012 | Loosies                                             | Bobby                 |              |
| 2013 | Gallows Hill                                        | David Reynolds        |              |
| 2014 | Freezer                                             | Detectiu Sam Gurov    |              |
| 2015 | Walter                                              | Jim                   |              |

### Televisió
| Any       | Títol                      | Personatge              | Notes         |
| --------- | -------------------------- | ----------------------- | ------------- |
| 1995      | The Price of Love          | Brett                   | Telefilm      |
| 1995      | Law & Order                | Shane Sutter            | 1 episodi     |
| 1995      | The Wright Verdicts        | Vincent Costanza        | 1 episodi     |
| 1996      | After Jimmy                | Jimmy Stapp             | Telefilm      |
| 1996      | An Unfinished Affair       | Rick Connor             | Telefilm      |
| 1996      | Calm at Sunset             | James Pfeiffer          | Telefilm      |
| 2002-2003 | Fastlane                   | Donovan "Van" Ray       |               |
| 2004-2005 | Six Feet Under             | Jimmy                   |               |
| 2006      | Touch the top of the world | Erik Weihenmayer        |               |
| 2006      | Enemies                    |                         | Episodi pilot |
| 2006      | American Dad               | Miles                   | 1 episodi     |
| 2007      | Danys i perjudicis         | Gregory Malina          |               |
| 2007      | Insatiable                 |                         | Episodi pilot |
| 2011      | CollegeHumor Originals     | Zan                     | 2 episodis    |
| 2013-2014 | Glee                       | Rupert Campion          |               |
| 2009-2014 | Nurse Jackie               | Dr. Fitch "Coop" Cooper |               |
| 2015      | Odyssey                    | Peter Drucker           | Telefilm      |
| 2019      | Countdown                  | Dr. Sullivan            |               |